# Sebastian Holmén
Rasmus Sebastian Holmén, né le 29 avril 1992 à Borås, est un footballeur suédois évoluant au poste de défenseur à l'IF Elfsborg avec l'équipe de Suède. Il est le frère cadet de Samuel Holmén.

## Biographie

### En club
Avec le club de l'IF Elfsborg, il participe à la Ligue des champions et à la Ligue Europa. En Ligue des champions, il inscrit un but en juillet 2013 lors du deuxième tour préliminaire face au club letton du Daugava Daugavpils.

### En équipe nationale
Avec la sélection suédoise, il participe au championnat d'Europe espoirs 2015 organisé en République tchèque. L'équipe de Suède remporte la compétition en battant le Portugal.
Il reçoit sa première sélection en équipe de Suède le 15 janvier 2015 en amical contre la Côte d'Ivoire.

## Palmarès
- Vainqueur du championnat d'Europe espoirs en 2015 avec l'équipe de Suède espoirs
- Vainqueur de la Coupe de Suède en 2014 avec l'IF Elfsborg